# Rea (satélite)
Rea es un satélite del planeta Saturno. Con 1529 km de diámetro (aproximadamente la mitad que la Luna), es el segundo satélite más grande del planeta después de Titán, y seguido de cerca por Jápeto. El satélite ocupa la decimocuarta posición en cercanía al planeta, orbitando a una distancia de unos 527.000 km. Su órbita es casi circular y está ligeramente inclinada con respecto al ecuador de Saturno, y el satélite tarda unos 4,5 días terrestres en completarla.
Se cree que Rea posee un núcleo rocoso que supone algo menos de una tercera parte del diámetro, mientras que su manto y corteza podrían estar compuestos por agua helada e impurezas diversas.
El satélite fue descubierto en 1672 por el astrónomo italofrancés Giovanni Cassini, que le dio el nombre de la figura mitológica griega Rea, hermana y esposa de Crono (Saturno en el panteón romano). La luna fue fotografiada por la sonda estadounidense Voyager 1 en noviembre de 1980, cuando esta pasó por el sistema de Saturno, y posteriormente por la sonda Cassini, la cual la estudió de cerca en noviembre de 2005, en marzo de 2010, y en enero de 2011.

## Origen
Se cree que los satélites de Saturno se formaron mediante un proceso de acreción similar al que se piensa formó a los planetas del sistema solar. Saturno estaba rodeado por un disco de acreción que gradualmente se fusionó en distintos satélites. Sin embargo, en 2012 se propuso que Titán se había formado tras la sucesión de grandes impactos entre satélites preexistentes (con una estructura similar a la del sistema joviano). En este modelo, Rea, Jápeto y los demás satélites mayores se habrían formado a partir de los restos de estas colisiones.

## Características físicas

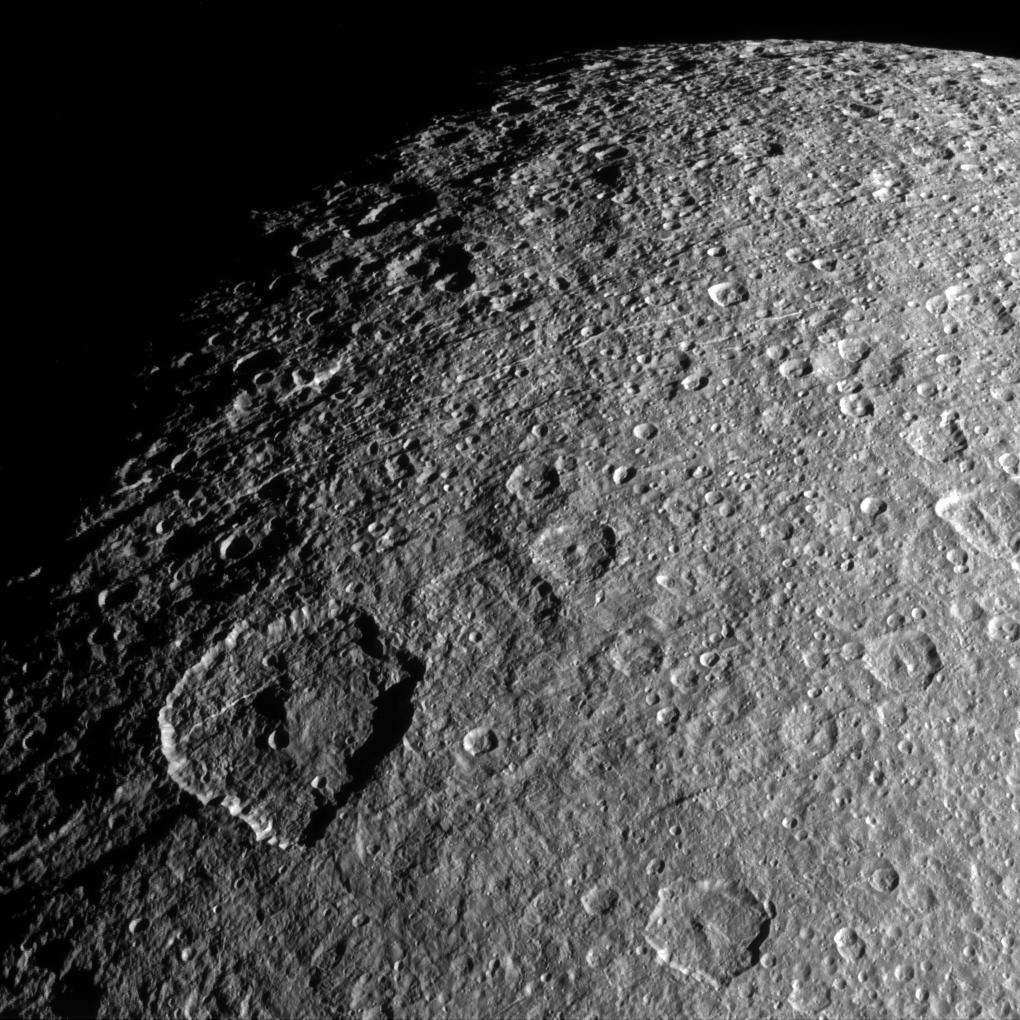
Foto del relieve de Rea.

Rea es una luna helada con una densidad de aproximadamente 1,24 g/cm³ Esta densidad indica que Rea probablemente tenga un núcleo rocoso que constituye un tercio de su masa, siendo el resto una combinación de agua-hielo.
Las características físicas de Rea se asemejan a las de Dione, con hemisferios diferentes, lo cual sugiere composiciones e historias similares. La temperatura en Rea oscila entre los 53 y 99 K (-220.o y -174.o Celsius).
La superficie de Rea está altamente craterizada, y presenta marcas lineales, brillantes y difusas; en un principio se pensó que estas líneas fueron producidas por material eyectado durante la formación de grandes cráteres, como el Tirawa, de 375 km de diámetro (visible en la parte superior de la imagen de Rea), pero después imágenes de alta resolución han mostrado que en realidad son sistemas de fallas similares a las existentes en Dione.
El análisis de los datos de la Cassini descubrió una muy tenue atmósfera compuesta por oxígeno y dióxido de carbono, siendo el único cuerpo celeste además de la Tierra en el que se ha detectado oxígeno atmosférico.

## Sistema de anillos
El 6 de marzo de 2008 la NASA anunció que Rea podría tener un sistema tenue de anillos. Esto significaría el descubrimiento del primer anillo alrededor de un satélite. La existencia del anillo se dedujo por los cambios observados en el flujo de electrones atrapados por el campo magnético de Saturno cuando la Cassini pasó por las proximidades de Rea. Los escombros y el polvo se podrían extender hasta la esfera de Hill de Rea, pero se esperaba que tuvieran más densidad en las proximidades del satélite. La presencia del anillo se vio reforzada por el descubrimiento posterior de un conjunto de pequeñas manchas, brillantes en el ultravioleta, distribuidas a lo largo del ecuador de Rea e interpretadas como lugares de impacto de materiales procedentes del anillo. Sin embargo, cuando la Cassini hizo observaciones específicas en el supuesto plano del anillo desde diferentes ángulos, no encontró pruebas de su existencia. Esto conduce a la necesidad de buscar otra explicación para las primeras observaciones.

## Mapa

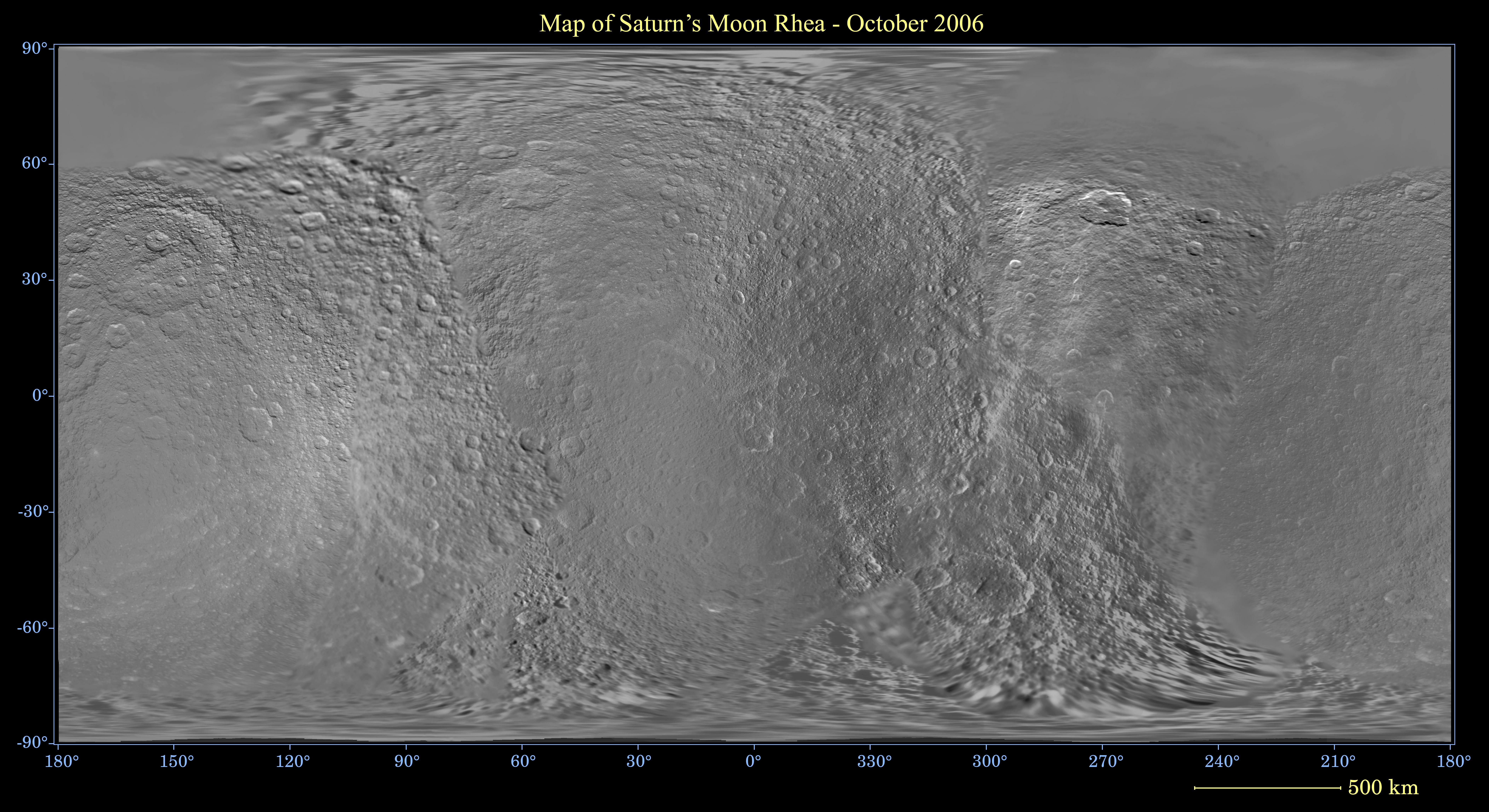

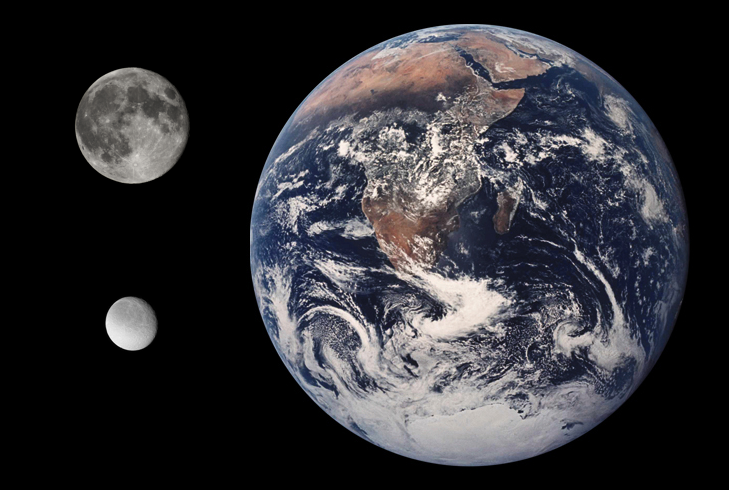
Rea (abajo a la izquierda) en comparación con la Luna (arriba a la izquierda) y la Tierra (derecha).
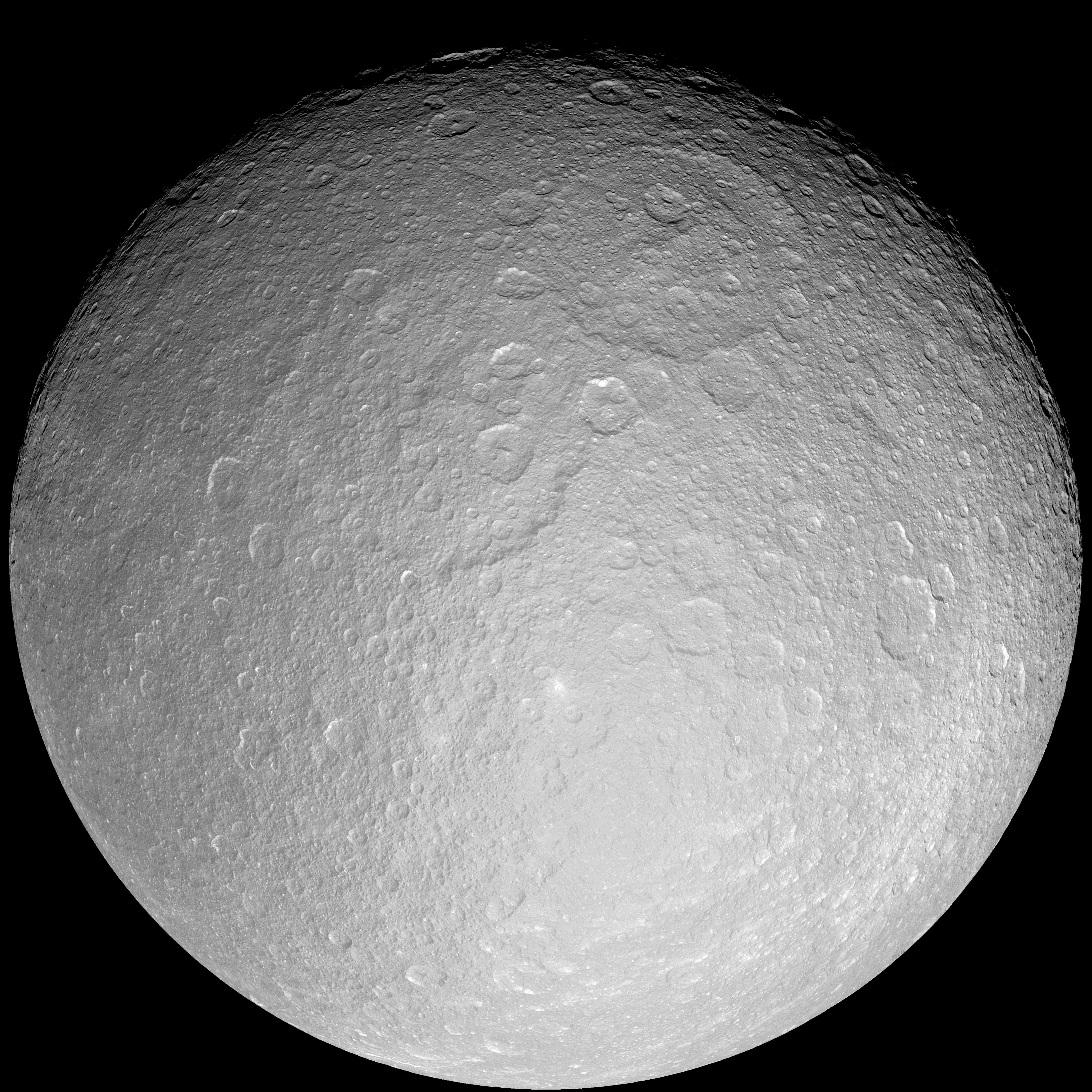
Imagen de Rea y sus cráteres obtenida por la sonda Cassini .
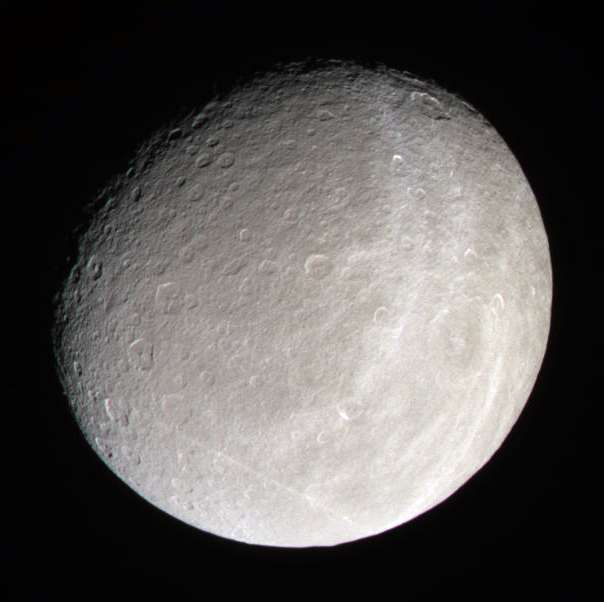
Imagen en color de Rea obtenida por la sonda Cassini.
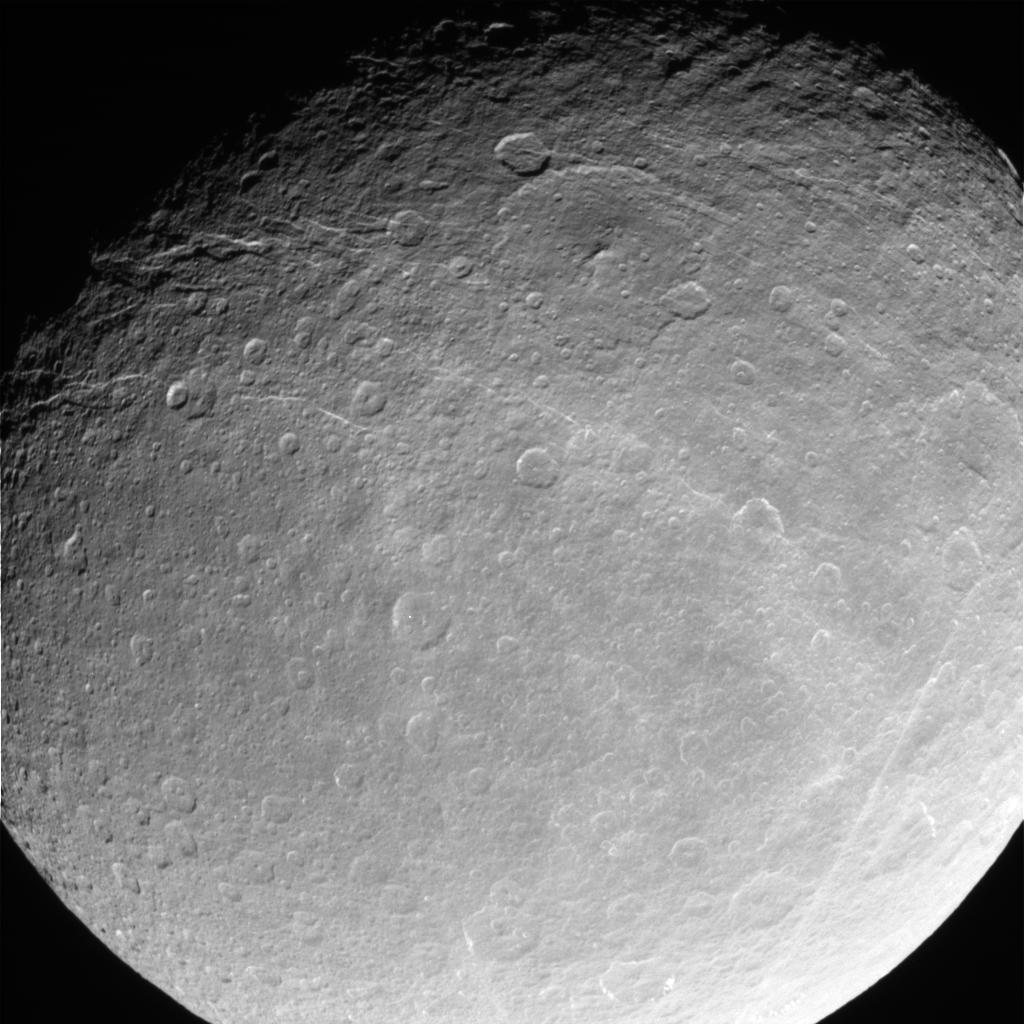
Imagen cercana de Rea obtenida por la sonda Cassini.
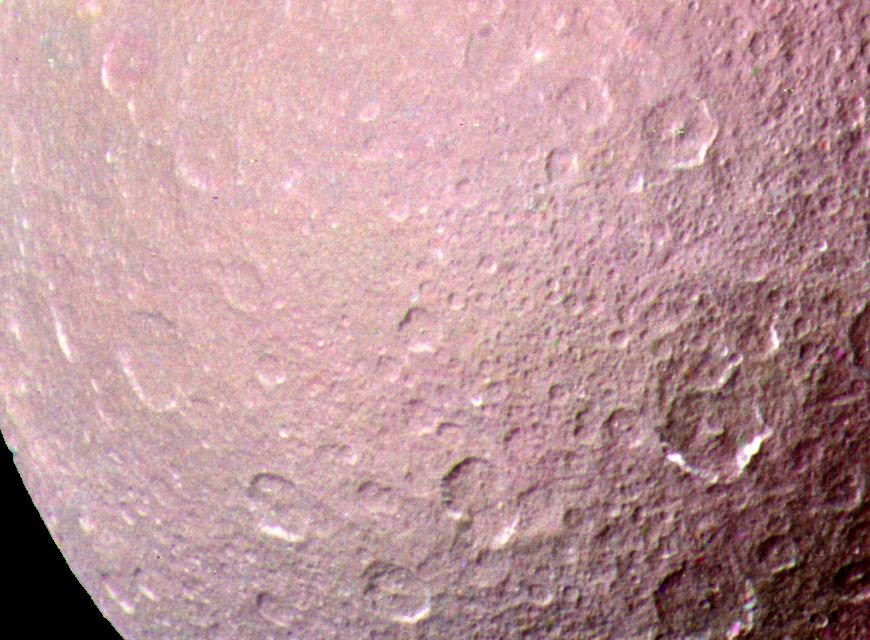
Imagen de Rea obtenida por la Voyager 1.